# Фёлькер, Сабине
Сабине Фёлькер (нем. Sabine Völker; род. 11 мая 1973, Эрфурт, ГДР) — немецкая конькобежка, Олимпийская чемпионка 2006 года, 3-кратная призёр зимних Олимпийских игр 2002 года, чемпион мира и 5-кратная призёр мировых первенств, 11-кратная чемпион Германии, 25-кратная призёр.

## Биография
Сабине Фёлькер начала заниматься конькобежным спортом в возрасте 6 лет, подражая своей старшей 10-летней сестре Мануэле. В 1986 году перешла в детско-юношескую спортивную школу в Эрфурте и уже в феврале 1987 года одержала победу в детско-юношеской Спартакиаде ГДР в спринтерском многоборье. Через год на Спартакиаде выиграла на дистанциях 500, 1000 и 1500 м, а также становилась чемпионом Германии среди юниоров в многоборье с 1989 по 1992 год. Выступала всю карьеру за клуб "ESC Erfurt" под руководством Стефана Гнейпеля.
В 1991 году дебютировала на Кубке мира и на чемпионате Германии во взрослой категории и сразу взяла серебро и бронзу. В том же году стала третьей на дебютном чемпионате мира среди юниоров, а в 1992 году заняла 2-е место. Она перенесла операцию на аппендиксе и пропустила олимпиаду 1992 года. В сезоне 1992/93 выиграла чемпионат Германии в спринтерском многоборье, а следом заняла 5-е место на чемпионате мира в спринтерском многоборье в Сибукаве.
Первую медаль на Кубке мира завоевала в сезоне 1993/94, выиграв 3-е место в забеге на 1000 м в Хамаре. В 1994 году из-за тяжелого бронхита пропустила квалификацию на Олимпиаду в Лиллехаммере. На чемпионате мира в спринтерском многоборье в Калгари в феврале 1994 года заняла 11-е место, а через год стала 4-й в спринте на чемпионате мира в Милуоки. В 1996 году Фёлькер стала чемпионкой Германии в спринте и заняла 2-е место в беге на 1000 м на этапе Кубка мира в Инсбруке.
В сезоне 1996/97 она вновь выиграла спринт на чемпионате Германии и стала бронзовым призёром в общем зачёте Кубка мира на дистанции 1000 м. В марте 1997 года заняла 2-е место в забеге на 500 метров на чемпионате мира на отдельных дистанциях в Варшаве. В 1998 году стала серебряным призёром в спринте на чемпионате мира в Берлине и бронзовым в общем зачёте Кубка мира на дистанции 500 м.
На Олимпийских играх в Нагано заняла 7-е место на 1000 м и 4-е на 500 м, следом на чемпионате мира на отдельных дистанциях в Калгари заняла 5-е места на дистанциях 500 и 1000 м. В 1999 году выиграла бронзу в спринтерском многоборье на чемпионате мира в Калгари и заняла 4-е место в беге на 1000 м на чемпионате мира в Херенвене.
В 2000 году Сабине выиграла чемпионат Германии в забеге на 500 м и в спринтерском многоборье, на чемпионатах мира выступила ниже своего уровня, заняв 8-е место в спринте и 6-е в забеге на 1000 м. Она завоевала серебряную медаль на дистанции 1000 м в 2001 году на чемпионате мира на отдельных дистанциях в Солт-Лейк-Сити. В сезоне 2001/02 стала победителем чемпионата Германии на дистанциях 500 и 1000 м.
На Олимпийских играх в Солт-Лейк-Сити поднималась на подиум на всех трёх дистанциях, где приняла участие, став 2-й на 1000 и 1500 м, а также 3-й на 500 м. В марте 2002 года Фёлькер впервые стала обладателем Кубка мира на дистанции 1000 м. Следующие два сезона она не могла конкурировать со своими партнёршами по команде и не попадала в состав сборной на мировые чемпионаты. 
В 2005 году стала чемпионкой Германии в спринте, выиграла бронзовую медаль в спринте на чемпионате мира в Солт-Лейк-Сити и в марте на стала чемпионкой мира в командной гонке на чемпионате мира на отдельных дистанциях в Инцелле, а через год на Олимпийских играх в Турине стала Олимпийской чемпионкой в этой дисциплине. 2 июня 2006 года окончила спортивную карьеру.

## Личная жизнь и семья
Сабине Фёлькер после окончания средней школы в 1992 году начала изучать бизнес-администрирование в Эрфуртском университете прикладных наук, который окончила с дипломом в 1999 году. После ухода на пенсию работала в тюрингской энергетической компании бизнес-экономистом. Она любит кататься на сноуборде и интересуется автоспортом. Отец Сабины Карл-Эрих работал архитектором. В 2002 году она встречалась со своим парнем Йенсом Хиршем.